# Carlo Rubatto
Carlo Rubatto (* 1810 in Genua; † 1891 ebenda) war ein italienischer Bildhauer.

## Leben

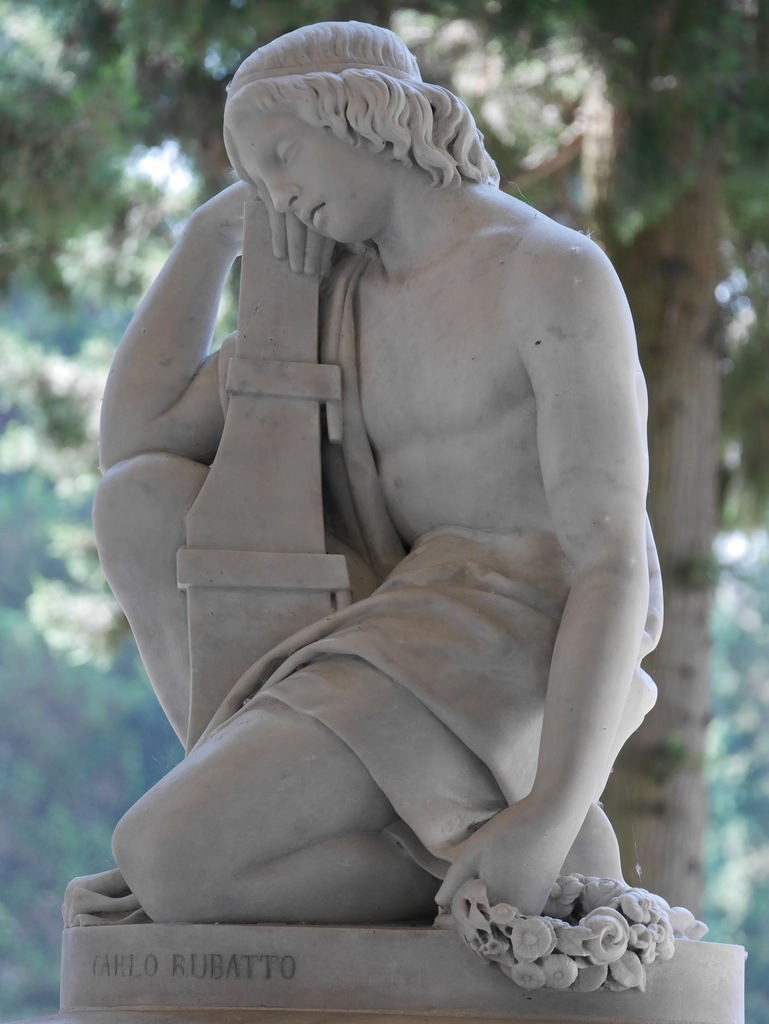
Grabmal Carlo Buzzolini auf dem Monumentalfriedhof Staglieno (Detail)

Carlo Rubatto studierte in den 1820er Jahren bei Ignazio Peschiera an der Accademia Ligustica di Belle Arti in Genua. Er schloss sein Studium in Florenz ab und kehrte 1842 nach Genua zurück, wo er nach dem Tod seines Lehrers Peschiera dessen Werkstatt erbte. 1850 wurde er Ehrenmitglied der Accademia Ligustica.
Rubatto vertrat einen Klassizismus, der näher an der Linie Bertel Thorvaldsens als an der Antonio Canovas stand und nahm in den 1840er und 1850er Jahren Elemente der Romantik auf. Er schuf Statuen, Porträtbüsten und zahlreiche Grabmäler in Marmor, insbesondere für den Monumentalfriedhof Staglieno.

## Werke

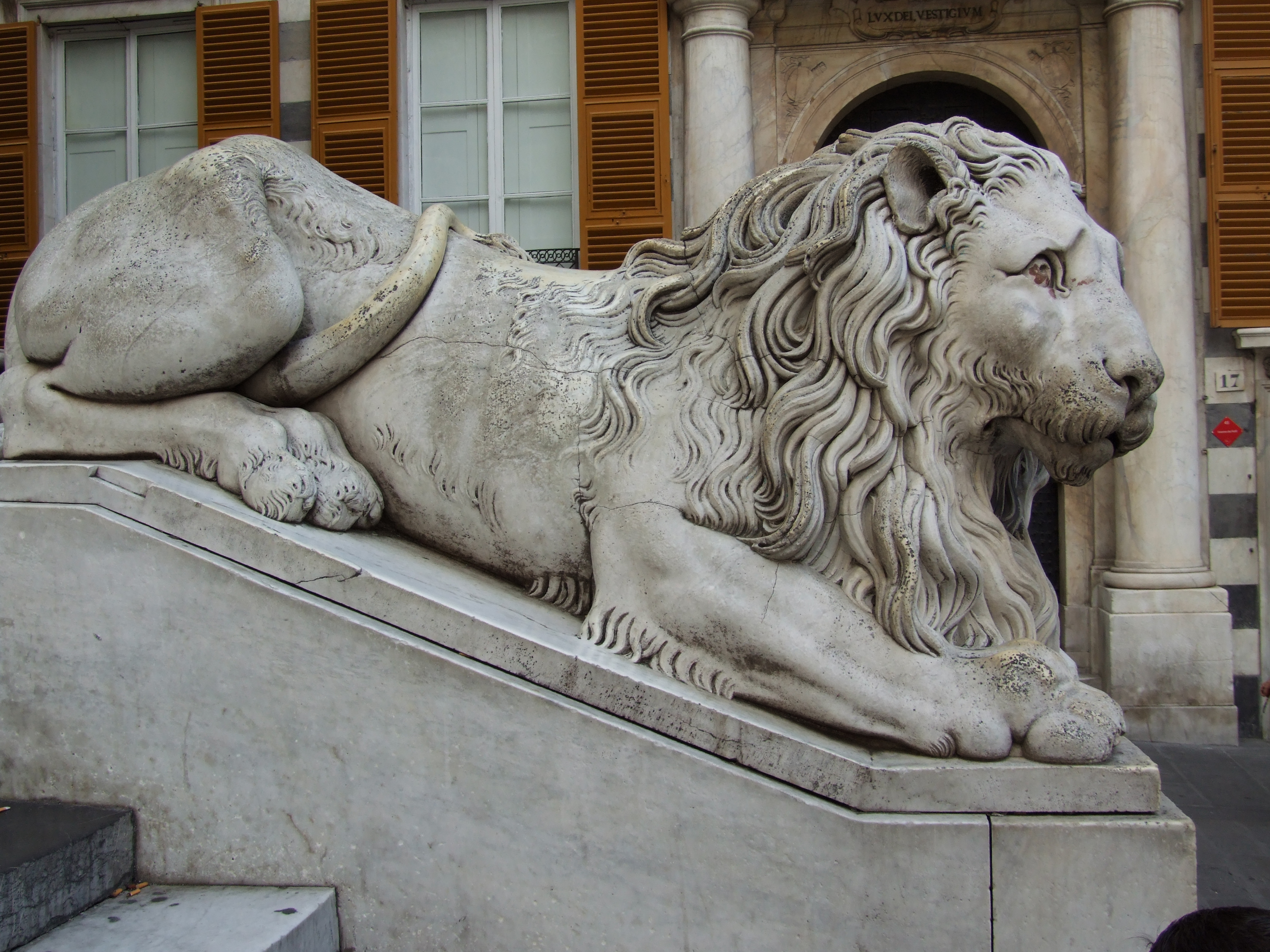
Löwe vor dem Dom von Genua

- Taufe Jesu, Kirche San Donato, Genua, um 1840 (von Peschiera begonnen, von Rubatto vollendet)
- Löwenpaar auf der Treppe vor der Kathedrale von Genua, um 1840
- Statuen der vier Evangelisten und der hll. Katharina von Genua und Vittoria Strata, Kirche 	Santa Maria Immacolata, Genua, 1846 (zusammen mit Drago Giovanni Battista)
- Venus im Bade (?), Palazzo Reale, Genua, 1854[1]
- Statue von Domenico Alberto Azuni, Sassari, 1862[2]
- Grabmal für Kardinal Giustiniani, Kirche San Francesco d'Albaro, Genua
- Marmorbüste von Gian Carlo Di Negro in der Biblioteca Civica, Genua
- Denkmal für Giovanni da Vigo, Rapallo
- Grabmäler für David Sibilla (1852), Lorenzo Costa, Angelo Testa (1855), Angelo Lagorio (1857), Gian Carlo Di Negro (1861), G.B. Gandolfo (1862), Carlo Buzzolini und Francesco Garibaldi auf dem Monumentalfriedhof Staglieno